# Oualid Ardji
Oualid Ardji (sinh ngày 7 tháng 9 năm 1995) là một cầu thủ bóng đá người Algérie thi đấu cho NA Hussein Dey ở Giải bóng đá hạng nhất quốc gia Algérie, cho mượn từ USM Alger. Anh chủ yếu thi đấu ở vị trí tiền vệ tấn công.